# Flexo-torção
Flexo-torção é o termo utilizado quando uma peça está submetida a dois tipos de esforços: flexão e torção.
Um membro estrutural submetido a carregamentos combinados pode com freqüência ser analisado superpondo-se as tensões e deformações causadas por cada carregamento agindo separadamente.
A figura mostra um desenho esquemático de um tubo sob flexo-torção e apresenta em detalhe o estado de tensões teórico para o ponto de maior solicitação.
Há vários elementos os quais sofrem esforços combinados de tração e torção, podemos destacar eixos de transmissão.